# アルメイン・パネ

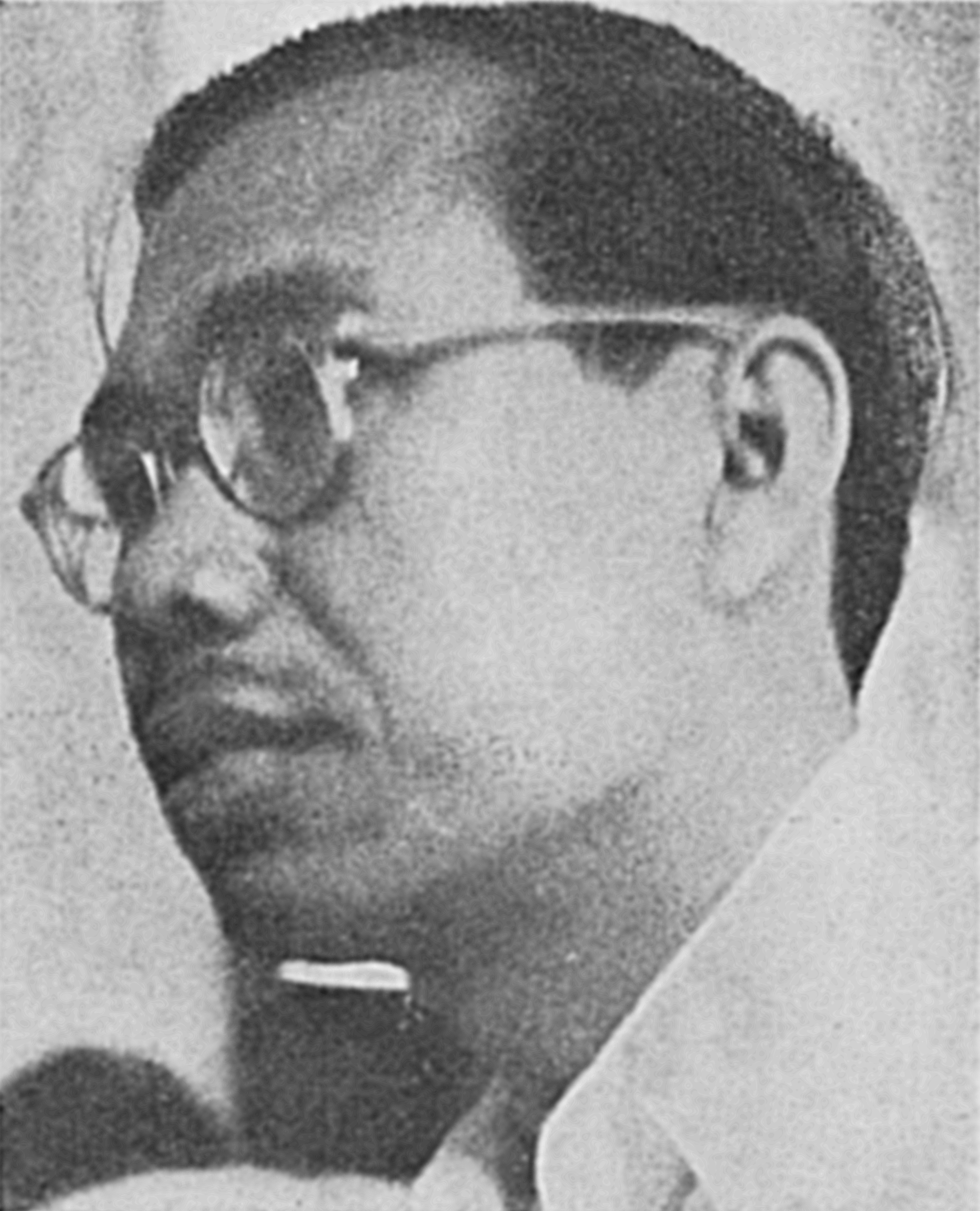
アルメイン・パネ

アルメイン・パネ（Armijn Pane, 1908年8月18日 - 1970年2月16日）は、インドネシアの著作家、小説家、詩人。インドネシアの文芸雑誌『プジャンガ・バル』（Pujangga Baru, 1933年創刊）に立ち上げ時から関わり、インドネシア文学の礎を築いた。1970年ジャカルタで死去。

## 作品リスト
- 桎梏 (1940)
- 忘却 (1953)